# 18947 Сіндіфултон
18947 Сіндіфултон (18947 Cindyfulton) — астероїд головного поясу, відкритий 24 серпня 2000 року.
Тіссеранів параметр щодо Юпітера — 3,518.